# 米爾頓·戴蒙德
米尔顿·戴蒙德（Milton Diamond，1934年3月6日—2024年3月20日）是一位美国夏威夷大学马诺阿分校解剖学和生殖生物学教授。經過多年研究人類性學后，戴蒙德于2009年12月从大学退休，但他繼續進行研究和寫作，直到2018年完全退休。他於2024年3月20日去世，享年90歲。

## 脚注
1. ↑  . Archive for Sexology.   [September 16, 2009]. （原始内容存档于August 30, 2009）.
2. 1 2  Risen, Clay. . The New York Times. 2024-05-08  [2024-07-23]. ISSN 0362-4331. （原始内容存档于May 8, 2024） （美国英语）.
3. ↑   (PDF). University of Hawaiʻi.   [February 8, 2015].
4. ↑  . University of Hawaiʻi.   [January 21, 2020].
5. ↑  . University of Hawaii.   [March 22, 2024].